# Hippohyus
Hippohyus — вимерлий рід свиноподібних тварин, що жили в пліоцені в Індії.

## Опис
Гіппогій мав високі корінні зуби зі зморшкуватою емаллю. Задні премоляри збільшені та короткі. Череп був примітивним, з плоским чолом, збільшеними носовими кістками, відносно центральною орбітальною порожниною та досить міцною виличною дугою. Найнезвичайнішою стоматологічною характеристикою Hippohyus було незвичайне згортання конусів і конулів у його зубах. Його зуби були більше схожий на коня, ніж на типову свиню.